# Анијер сир Нуер
Анијер сир Нуер (фр. Asnières-sur-Nouère) насеље је и општина у западној Француској у региону Поату-Шарант, у департману Шарант која припада префектури Ангулем.
По подацима из 2011. године у општини је живело 1.180 становника, а густина насељености је износила 55,74 становника/km². Општина се простире на површини од 21,17 km². Налази се на средњој надморској висини од 109 метара (максималној 135 m, а минималној 36 m).

## Демографија
| 1962. | 1968. | 1975. | 1982. | 1990. | 1999. | 2011. |
| ----- | ----- | ----- | ----- | ----- | ----- | ----- |
| 629   | 639   | 666   | 820   | 1.015 | 1.013 | 1.180 |

График промене броја становника у току последњих година